# 反芻

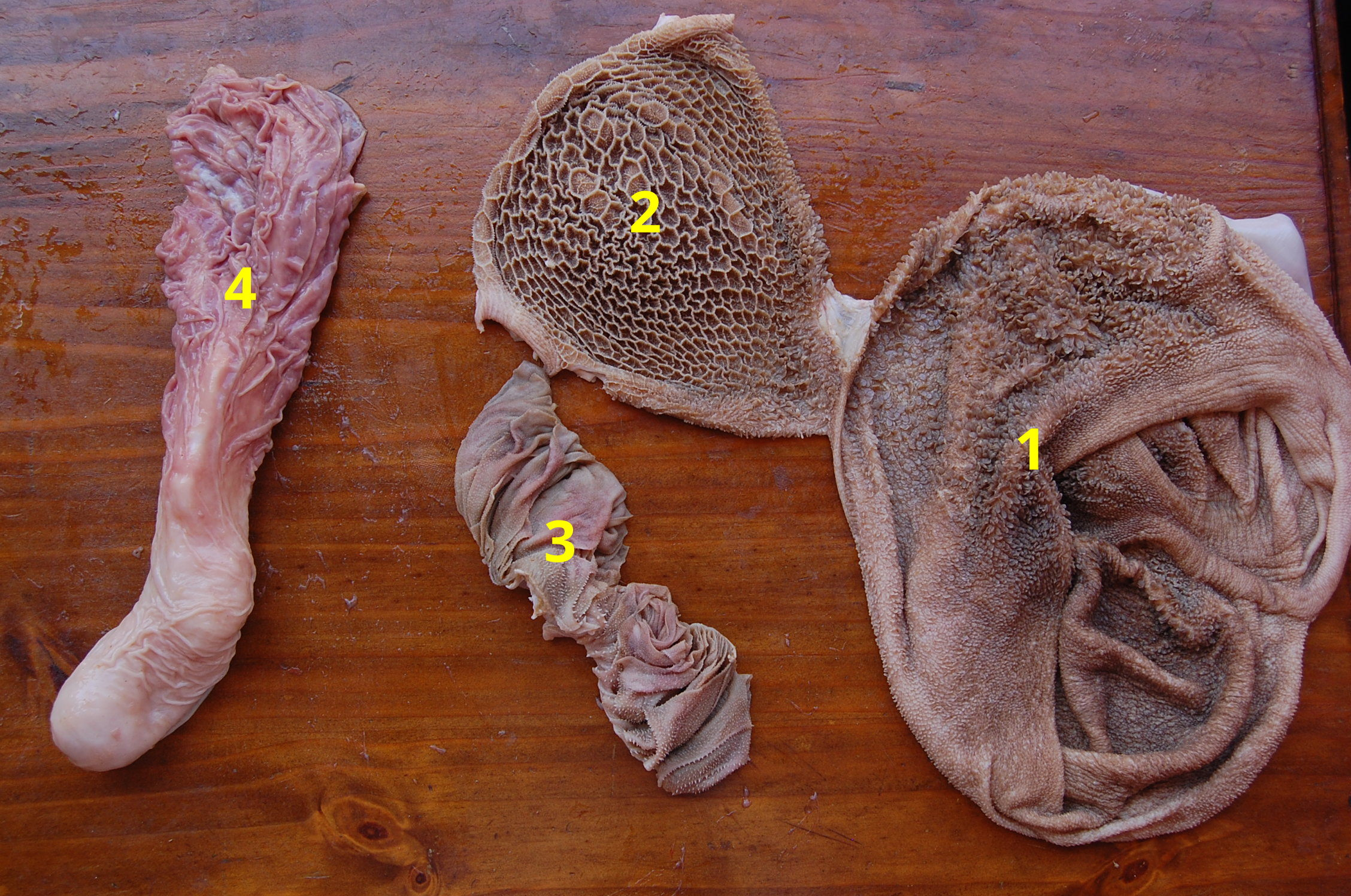
ヒツジの胃。1.ミノ、2.ハチノス、3.センマイ、4.ギアラ

反芻（はんすう、rumination）は、偶蹄目の草食動物の多くが行う食物の摂取方法。
まず食物（通常は植物）を口で咀嚼し、反芻胃に送って部分的に消化した後、再び口に戻して咀嚼する、という過程を繰り返すことで食物を擦り潰し消化する。

## 反芻動物
反芻を行う動物を反芻動物（Ruminant）といい、二つの亜目がある：
- 反芻亜目：ウシ・ヤギ・ヒツジ・キリン・バイソン・シカ・ヌー・アンテロープなど
- ラクダ亜目：ラクダ・ラマなど

反芻亜目（狭義の反芻動物）の胃は4つの部屋から出来ており、それぞれ第一胃（こぶ胃：ルーメン、ミノ）、第二胃（蜂の巣胃：レティキュラム、ハチノス）、第三胃（葉胃：オマスム、センマイ）、第四胃（しわ胃：アボマスム、ギアラ）という。
ラクダ亜目（核脚類）の胃は上記の第三胃が無く、計3室から成る。ラクダ亜目は偶蹄類の中でも最も早くに分岐し、反芻亜目とは遠縁な関係にあることが近年の研究により判明した。そのため両者の反芻の獲得は平行進化の結果と考えられている。
また、マメジカ科も計3室からなり、ラクダと合わせて pseudoruminants と呼ばれる場合がある。
霊長類のコロブス亜科も、同様に複数の胃室を持ち、植物を共生微生物の働きにより消化吸収する。2010年頃、テングザルが反芻に極めて類似した行動を行うことが発見された。
有袋類では、カンガルー型類が擬反芻（偽反芻、pseudo-rumination）と呼ばれる偶蹄類の反芻に似た採食行動を示すことが知られている。なお、反芻亜目でみられる吐き戻し時に咀嚼を行わず嚥下する現象も同じく偽反芻と呼ぶ。

## 反芻による消化吸収
第一胃と第二胃で食物は唾液と混ぜ合わせられ（両者は反芻胃と呼ばれる）、固形分と液体成分に分けられる。唾液には尿素など、共生微生物の成育を促進するものが含まれている。多くの動物では第一胃が最も大きい。
第一胃に留まった固形分は「食い戻し」と呼ばれる丸い塊になって口に戻り、再びよく咀嚼して繊維質を細かく砕きつつ、唾液と混ぜ合わせられた後、再び第一胃へ戻される。細かく砕かれた繊維（セルロースやヘミセルロースなどを含む多糖類）および植物細胞質成分は、反芻胃の中に共生する微生物（細菌と原生動物、それに菌類）が分解・吸収する。
反芻胃内は嫌気性であるため、この代謝過程（発酵）で低級脂肪酸（酢酸やプロピオン酸、酪酸など）を主体とした低分子有機物が生産される。ただし、植物の構成成分としてセルロースと共に大量に含まれるリグニンはほとんど分解されず、栄養として利用されない。また、生成された低分子有機物のうちメタン等の水に溶解しないものはゲップなどで外部に放出されるため、これらも利用されない。
発酵が終了した食物残渣は共生微生物菌体（およびその代謝産物）と共に第三胃へ送られ、水分を除去された後に第四胃へ送られる。
第四胃では分泌される胃液（酸性）により共生微生物菌体（およびその代謝産物）は消化され、その後小腸へ送られ栄養として吸収される。
このように、反芻動物は、植物そのものを自身の力で直接消化吸収しているわけではない。

## 反芻しない草食動物
ウマ、ウサギ、ゾウ、サイ、カバなどは、反芻動物とは異なり、反芻胃を持たず反芻しない。
反芻せずに、どのように消化するかというと、盲腸内に共生している微生物が存在し、同様に繊維質成分がそこで分解された栄養分となり、盲腸・結腸は消化吸収される。このような消化プロセスを後腸発酵と呼び、それらを行う動物を後腸発酵動物と呼ぶ。消化管が長くなりやすい傾向から、大型の種になりやすい。また、成長速度も反芻動物より比較的速くなる。
ウサギやハムスターなどの小型の後腸発酵動物（盲腸発酵動物）では、一度の発酵では栄養が取れないため盲腸糞と呼ばれる柔らかい糞を糞食する。
なお、ウサギ類の自己糞食行動が1940年代に「擬反芻」という用語で呼ばれたことがあるが、今日では一般的な用法ではない。

### 雑食動物・肉食動物
なお、多くの雑食動物・肉食動物では、盲腸における繊維質成分の分解は、ほぼ機能せず、栄養分として吸収されない。ただしブタ（イノシシ亜目）は分解・吸収がよく機能する。

## 宗教
ユダヤ教のカシュルート（en:Kashrut、コーシェル、コーシャ。食事に関する規定）では、食べて良い陸棲動物は「反芻するもの」に限られている。
『レビ記』では不浄な生き物として以下を挙げている。
- 反芻する[注 7]が、蹄の分かれていない動物（11章4-7節）
  - ラクダ、ウサギ（欽定訳、Coney）もしくはイワダヌキ(Rock Badger)
- 蹄が分かれているが、反芻しない動物（11章8節）
  - ブタ

## 心理学
何度も同じ事柄について思考をめぐらせることを、心理学などにおいて「反すう」と表現する。